# Priscilla Tapia
Priscilla Natalia Tapia Castillo (* 2. Mai 1991 in Puntarenas) ist eine costa-ricanische Fußballtorhüterin.

## Karriere

### Vereine
Von 2008 bis 2012 gehörte sie UCEM Alajuela an. Danach war sie von 2012 bis 2015 bei Dimas Escazú sowie dann von 2015 bis 2019 nochmal bei AD Moravia aktiv. Zum Start des Jahres 2020 schloss sie sich dann schließlich CS Herediano an, mit welchen sie auch Meister wurde. Bei diesen verblieb sie nun bis Sommer 2021 und ging dann erstmals ins Ausland. Dort schloss sie sich in Kolumbien La Equidad an, nach nur wenigen Monaten folgte im Oktober 2021 dann aber bereits ein weiterer Wechsel. Denn innerhalb des Landes schloss sie sich hier bis zum Ende des Jahres Deportivo Cali an. Ab Anfang 2022 war sie wieder zurück in ihrer Heimat und auch wieder bei CS Herediano. Seit Anfang 2023 ist sie nun erstmals bei Saprissa FF unter Vertrag.

### Nationalmannschaft
Ihr erstes bekanntes Spiel für die costa-ricanische A-Nationalmannschaft hatte sie am 4. April 2008 bei einem 2:2 gegen Trinidad und Tobago in der Qualifikation für das Turnier der Olympischen Spiele 2008.
In den nächsten Jahren gehörte sie der U20, welche sich am schlussendlich für die Endrunde bei der CONCACAF Meisterschaft 2010 qualifizierte. Mit der A-Nationalmannschaft nahm sie im selben Jahr auch am Gold Cup teil, sie selbst kam hier in zwei Partien (Qualifikation und Endrunde) zum Einsatz. Dazwischen folgte auch noch mit der U20 die Teilnahme an der Weltmeisterschaft in diesem Jahr.
Nachdem sie über neun Jahre ohne Einsatz verblieb, war ihr nächstes Turnier das bei den Panamerikanischen Spielen 2019. Nach ein paar weiteren Einsätzen war sie bei der Qualifikation für das Olympiaturnier 2020 auch wieder dabei. Nach einigen Freundschaftsspieleinsätzen war ihr nächstes Turnier die CONCACAF W Championship 2022.
Am 8. Juli 2023 wurde sie für den Kader der Weltmeisterschaft 2023 nominiert.